# Torneo Príncipe Faisal 2002
El Torneo Príncipe Faisal 2002 es la primera edición de este torneo de fútbol a nivel del clubes del Mundo Árabe organizado por la UAFA y que contó con la participación de 19 equipos representantes de África del Norte, Medio Oriente y el África del Este. El nuevo torneo tomó el nuevo nombre debido a la unificación de la Liga de Campeones Árabe con la Recopa Árabe y la forma de clasificar fue por medio de zonas geográficas.
El Al-Ahli de Arabia Saudita venció al Club Africain de Túnez en la final jugada en Yeda, Arabia Saudita para ganar el título por primera vez.

## Fase Ppreliminar

### Zona 1 (Área del Golfo)
El Al Ahli Club de Baréin y el Al Qadsiya de Kuwait clasificaron a la siguiente ronda por el abandono del torneo del Al-Khor de Catar y de los representantes de los Emiratos Árabes Unidos y Omán en una eliminatoria que se supone se jugaría en Kuwait.

### Zona 2 (Mar Rojo)
Tuvo como sede la ciudad de Yeda, Arabia Saudita, donde el Zamalek SC de Egipto abandonó el torneo antes de iniciar, por lo que sólo se jugaron 3 partidos.
| Fecha    | Local                | Resultado | Visita               |
| -------- | -------------------- | --------- | -------------------- |
| 18/11/02 | Al-Ahli              | 5-1       | Al-Ahli San'a        |
| 20/11/02 | Al-Ahli San'a        | 0-0       | Al-Merreikh Omdurmán |
| 22/11/02 | Al-Merreikh Omdurmán | 0-0       | Al-Ahli              |

Al-Ahli de Arabia Saudita y Al-Merreikh Omdurmán de Sudán clasificaron a la siguiente ronda.

### Zona 3 (África del Norte)
El Club Africain de Túnez y el Al Olympic Zaouia de Libia clasificaron a la siguiente ronda por el abandono del FC Nouadhibou de Mauritania.

### Zona 4 (Región Este)
El Al-Wahda Damasco de Siria y el Al Hussein Irbid de Jordania clasificaron a la siguiente ronda tras el abandono del Tadamon Sour de Líbano y que el Al-Aqsa SC de Palestina se fue imposible jugar las rondas clasificatorias por problemas de la nación con Israel, el cual prohibía a los palestinos estar en los territorios ocupados. Los partidos originalmente se iban a jugar en Siria.

## Primera ronda
Todos los partidos se jugaron en Yeda, Arabia Saudita, aunque originalmente se iban a jugar en Fez, Marruecos.

### Grupo A
| Club             | G | E | P | GF | GC | Pts. |
| ---------------- | - | - | - | -- | -- | ---- |
| Al-Ittihad       | 2 | 0 | 0 | 11 | 1  | 6    |
| Al-Qadisiya      | 1 | 0 | 1 | 3  | 5  | 3    |
| Al-Wahda Damasco | 0 | 0 | 2 | 1  | 9  | 0    |

| 17 de enero de 2003 | Al-Ittihad                                              | 4-1 | Al-Qadsia           | Prince Abdullah al-Faisal Stadium, Yeda |  |
|                     | Noor 19' · Sérgio 38' · Landomar 54' (pen.) · Idris 65' |     | Al Enezi 52' (pen.) |                                         |  |

| 19 de enero de 2003 | Al-Qadsia           | 2-1 | Al-Wahda       | Prince Abdullah al-Faisal Stadium, Yeda |  |
|                     | Al Beloushi 53' 66' |     | Al-Shahmeh 85' |                                         |  |

| 21 de enero de 2003 | Al-Wahda            | 1-7 | Al-Ittihad                                                                       | Prince Abdullah al-Faisal Stadium, Yeda |  |
|                     | Al Enezi 52' (pen.) |     | Landomar 29' (pen.) · Al-Eissa 45' · Noor 63' · Sérgio 80' 83' 90+2' · Idris 90' |                                         |  |

### Grupo B
| Club                 | G | E | P | GF | GC | Pts. |
| -------------------- | - | - | - | -- | -- | ---- |
| Stade Tunisien       | 1 | 1 | 0 | 4  | 1  | 4    |
| Al Olympic Zaouia    | 1 | 1 | 0 | 2  | 0  | 4    |
| Al-Merreikh Omdurmán | 0 | 0 | 2 | 1  | 6  | 0    |

| 17 de enero de 2003 | Olympic Azzaweya | 0-0 | Stade Tunisien | Prince Abdullah al-Faisal Stadium, Yeda |  |
|                     | Saed · Bashri    |     |                |                                         |  |

| 19 de enero de 2003 | Al-Merrikh | 0-2 | Al Olympic Zaouia | Prince Abdullah al-Faisal Stadium, Yeda |  |
|                     |            |     | Al-Subai 14' 55'  |                                         |  |

| 21 de enero de 2003 | Stade Tunisien                                    | 4-1 | Al-Merrikh        | Prince Abdullah al-Faisal Stadium, Yeda |  |
|                     | Sellami 14' · Andai 45' · Salhi 78' · Selliti 90' |     | Jundi Numairi 61' |                                         |  |

### Grupo C
| Club           | G                             | E                             | P                             | GF                            | GC                            | Pts.                          |
| -------------- | ----------------------------- | ----------------------------- | ----------------------------- | ----------------------------- | ----------------------------- | ----------------------------- |
| MAS Fez        | 2                             | 0                             | 0                             | 5                             | 0                             | 6                             |
| Al Ahli Manama | 0                             | 0                             | 2                             | 0                             | 5                             | 0                             |
| Al-Aqsa SC     | Forzado a Abandonar el Torneo | Forzado a Abandonar el Torneo | Forzado a Abandonar el Torneo | Forzado a Abandonar el Torneo | Forzado a Abandonar el Torneo | Forzado a Abandonar el Torneo |

| 18 de enero de 2003 | MAS Fez                      | 3-0 | Al Ahli Manama | Prince Abdullah al-Faisal Stadium, Yeda |  |
|                     | Hassi 50' 75' · Boulissi 90' |     |                |                                         |  |

| 22 de enero de 2003 | Al Ahli Manama | 0-2 | MAS Fez                         | Prince Abdullah al-Faisal Stadium, Yeda |  |
|                     |                |     | Hassi 12' (pen.) · Kamatcho 78' |                                         |  |

### Grupo D
| Club             | G | E | P | GF | GC | Pts. |
| ---------------- | - | - | - | -- | -- | ---- |
| Al-Ahli          | 2 | 0 | 0 | 6  | 0  | 6    |
| Club Africain    | 1 | 0 | 1 | 3  | 2  | 3    |
| Al Hussein Irbid | 0 | 0 | 2 | 0  | 7  | 0    |

| 18 de enero de 2003 | Al-Ahli                                                           | 4-0 | Shabab Al-Hussein | Prince Abdullah al-Faisal Stadium, Yeda |  |
|                     | Badra 63' (pen.) · Al-Gizani 73' · Al-Meshal 75' · Al-Jahdali 85' |     |                   |                                         |  |

| 20 de enero de 2003 | Shabab Al-Hussein | 0-3 | Club Africain                 | Prince Abdullah al-Faisal Stadium, Jeddah |  |
|                     |                   |     | El Taib 34' 82' · Sellimi 85' |                                           |  |

| 22 de enero de 2003 | Club Africain | 0-2 | Al-Ahli                                | Prince Abdullah al-Faisal Stadium, Jeddah |  |
|                     |               |     | Al-Meshal 70' · El Moubarki 78' (pen.) |                                           |  |

## Segunda ronda

### Grupo A
| Club              | G | E | P | GF | GC | Pts. |
| ----------------- | - | - | - | -- | -- | ---- |
| Al-Ittihad        | 2 | 1 | 0 | 4  | 1  | 7    |
| Stade Tunisien    | 1 | 1 | 1 | 6  | 5  | 4    |
| Al-Qadisiya       | 1 | 0 | 2 | 5- | 8  | 3    |
| Al Olympic Zaouia | 0 | 2 | 1 | 1  | 2  | 2    |

| 24 de enero de 2003 | Al Olympic Zaouia | 0-0 | Al-Ittihad | Prince Abdullah al-Faisal Stadium, Yeda |  |
|                     | Mahud             |     | Al-Saeed   |                                         |  |

| 24 de enero de 2003 | Stade Tunisien                                                   | 5-3 | Al-Qadsia                         | Prince Abdullah al-Faisal Stadium, Jeddah |  |
|                     | Jaballah 4' · Selliti 33' · Sellami 42' · Daassi 86' · Andai 90' |     | Neda 31' · Amrane 56' · Saleh 74' |                                           |  |

| 26 de enero de 2003 | Al-Ittihad            | 3-1 | Al-Qadsia    | Prince Abdullah al-Faisal Stadium, Jeddah |  |
|                     | T. Camara 46' 51' 66' |     | Al-Saqer 26' |                                           |  |

| 26 de enero de 2003 | Stade Tunisien | 1-1 | Al Olympic Zaouia | Prince Abdullah al-Faisal Stadium, Jeddah |  |
|                     | Ayari 46'      |     | Al-Zawi 62'       |                                           |  |

| 29 de enero de 2003 | Al-Qadsia | 1-0 | Al Olympic Zaouia | Prince Abdullah al-Faisal Stadium, Jeddah |  |
|                     | Naser 33' |     |                   |                                           |  |

| 29 de enero de 2003 | Al-Ittihad | 1-0 | Stade Tunisien | Prince Abdullah al-Faisal Stadium, Jeddah |  |
|                     | Sérgio 15' |     |                |                                           |  |

### Grupo B
| Club          | G | E | P | GF | GC | Pts. |
| ------------- | - | - | - | -- | -- | ---- |
| Al-Ahli       | 3 | 0 | 0 | 8  | 2  | 9    |
| Club Africain | 2 | 0 | 1 | 9  | 4  | 6    |
| MAS Fez       | 0 | 1 | 2 | 3  | 8  | 1    |
| Al Ahli Club  | 0 | 1 | 2 | 2  | 8  | 1    |

| 25 de enero de 2003 | Club Africain                             | 4-1 | MAS Fez   | Prince Abdullah al-Faisal Stadium, Jeddah |  |
|                     | Sellimi 6' 61' · Daye 11' · Bouzaiene 28' |     | Nasri 64' |                                           |  |

| 25 de enero de 2003 | Al-Ahli                           | 2-1 | Al Ahli Manama | Prince Abdullah al-Faisal Stadium, Jeddah |  |
|                     | El Moubarki 32' · Al-Gizani 90+1' |     | Al-Hejeiri 45' |                                           |  |

| 27 de enero de 2003 | MAS Fez    | 1-1 | Al Ahli Manama | Prince Abdullah al-Faisal Stadium, Jeddah |  |
|                     | Lahrach 2' |     | Sangoor 38'    |                                           |  |

| 27 de enero de 2003 | Al-Ahli                                      | 3-0 | Club Africain | Prince Abdullah al-Faisal Stadium, Jeddah |  |
|                     | Al-Jahdali 26' · Al-Shahri 31' · Barakat 77' |     |               |                                           |  |

| 30 de enero de 2003 | Al Ahli Manama | 0-5 | Club Africain                                                  | Prince Abdullah al-Faisal Stadium, Jeddah |  |
|                     |                |     | Khalfaoui 15' · Bouzaiene 47' · Fathalli 59' 90' · El Taib 80' |                                           |  |

| 30 de enero de 2003 | MAS Fez     | 1-3 | Al-Ahli                              | Prince Abdullah al-Faisal Stadium, Jeddah |  |
|                     | Lahrach 39' |     | Al-Gizani 24' 35' · Al-Mohammedi 83' |                                           |  |

## Fase final

### Semifinales
| 1 de febrero de 2003 | Al-Ittihad                         | 2-4 | Club Africain                                 | Prince Abdullah al-Faisal Stadium, Jeddah |  |
|                      | Zaalani 16' (a.g.) · Al-Otaibi 90' |     | Khalfaoui 7' · Fathalli 42' · Sellimi 55' 60' |                                           |  |

| 1 de febrero de 2003 | Al-Ahli                        | 2-1 | Stade Tunisien | Prince Abdullah al-Faisal Stadium, Jeddah |  |
|                      | Al-Meshal 5' · El Moubarki 21' |     | Daassi 71'     |                                           |  |

### Tercer lugar
| 3 de febrero de 2003                                            | Al-Ittihad | No se jugó | Stade Tunisien | Prince Abdullah al-Faisal Stadium, Jeddah |  |
| El partido no se jugó. Al-Ittihad se quedó con el tercer lugar. |            |            |                |                                           |  |

### Final
| 3 de febrero de 2003 | Al-Ahli     | 1-0 | Club Africain | Prince Abdullah al-Faisal Stadium, Jeddah |                                 |
|                      | Barakat 67' |     |               | Asistencia: 27 000 espectadores           | Asistencia: 27 000 espectadores |

## Campeón
| Torneo Príncipe Faisal 2002 |
| --------------------------- |
| Bandera de Arabia Saudita   |
| Al-Ahli 1.er título         |